# Iglesia Bautista de la Avenida Franklin
La Iglesia Bautista de la Avenida Franklin (en inglés: Franklin Avenue Baptist Church) es una megaiglesia bautista multisitio con sede en Nueva Orleans, Luisiana,  Estados Unidos. Ella está afiliada a la Convención Bautista del Sur. El pastor principal de esta iglesia es Fred Luter. 

## Historia
La iglesia fue fundada en Nueva Orleans en 1940. En 1986, Fred Luter se convirtió en pastor principal de la iglesia, que tenía 65 miembros. En 1997, hizo la dedicación de un nuevo edificio que incluía un auditorio de 2.000 asientos.  En 2005, cuando la iglesia tenía 7.000 miembros, el Huracán Katrina inundó sus instalaciones y muchos miembros se fueron de la ciudad. En 2006, abrió campus en Baton Rouge y Houston. En 2008, la iglesia reabrió sus instalaciones renovadas en Franklin Avenue.  En 2018, tenía 6000 miembros e hizo la dedicación de un nuevo edificio que incluye un auditorio de 3500 asientos.